# Balkanmeisterschaft 2009 (Badminton)
Die Balkanmeisterschaft 2009 im Badminton fand vom 2. bis zum 4. Juli 2009 in Stara Sagora statt.

## Sieger und Platzierte
| Disziplin    | Gold | Silber | Bronze |
| ------------ | --- | --- | --- |
| Herreneinzel | Stilijan Makarski | Krasimir Jankov | Mehmet Tural |
| Herreneinzel | Stilijan Makarski | Krasimir Jankov | Hüseyin Durakcan |
| Dameneinzel  | Petya Nedelcheva | Özge Bayrak | Öznur Çalışkan |
| Dameneinzel  | Petya Nedelcheva | Özge Bayrak | Bistra Maneva |
| Herrendoppel | Kamil Akcebe Ali Kaya | Krasimir Jankov Vladimir Metodiev | Hüseyin Durakcan Göksel Kundakçı |
| Herrendoppel | Kamil Akcebe Ali Kaya | Krasimir Jankov Vladimir Metodiev | Sarkis Agopyan Yulian Hristov |
| Damendoppel  | Diana Dimova Petya Nedelcheva | Bistra Maneva Dimitria Popstoikova | İsmet Balakçı Erden Kenan |
| Damendoppel  | Diana Dimova Petya Nedelcheva | Bistra Maneva Dimitria Popstoikova | Sandra Halilović Milica Simić |
| Mixed        | Stilijan Makarski Diana Dimova | Ali Kaya Ezgi Epice | Yulian Hristov Dimitria Popstoikova |
| Mixed        | Stilijan Makarski Diana Dimova | Ali Kaya Ezgi Epice | Vladimir Metodiev Bistra Maneva |
| Team         | Bulgarien Sarkis Agopyan Yulian Hristov Krasimir Jankov Vladimir Metodiev Diana Dimova Bistra Maneva Petya Nedelcheva Dimitria Popstoikova | Türkei Kamil Akcebe Hüseyin Durakcan Ali Kaya Göksel Kundakçı Mehmet Tural İsmet Balakçı Özge Bayrak Öznur Çalışkan Ezgi Epice Kenan Erden | Serbien Nikola Arsić Igor Bjelan Ilija Pavlović Vladimir Savić Sandra Halilović Sara Samardžić Milica Simić Stefana Stanković                                              |
| Team         | Bulgarien Sarkis Agopyan Yulian Hristov Krasimir Jankov Vladimir Metodiev Diana Dimova Bistra Maneva Petya Nedelcheva Dimitria Popstoikova | Türkei Kamil Akcebe Hüseyin Durakcan Ali Kaya Göksel Kundakçı Mehmet Tural İsmet Balakçı Özge Bayrak Öznur Çalışkan Ezgi Epice Kenan Erden | Griechenland Georgios Charalambidis Georgios Galvas Panagiotis Skarlatos Theodoros Velkos Christina Diamantopoulou Theodora Ligomenou Ioanna Karkantzia Eleni Tsamousiadou |

## Teams

### Gruppe A
| Platz | Team           | Pld | W | L | MF | MA | MD  | Pts | Qualifikation |
| ----- | -------------- | --- | - | - | -- | -- | --- | --- | ------------- |
| 1     | Bulgarien      | 2   | 2 | 0 | 10 | 0  | +10 | 2   | Q             |
| 2     | Serbien        | 2   | 1 | 1 | 5  | 5  | 0   | 1   | Q             |
| 3     | Nordmazedonien | 2   | 0 | 2 | 0  | 10 | −10 | 0   |               |

Quelle

### Gruppe B
| Platz | Team         | Pld | W | L | MF | MA | MD  | Pts | Qualifikation |
| ----- | ------------ | --- | - | - | -- | -- | --- | --- | ------------- |
| 1     | Türkei       | 2   | 2 | 0 | 10 | 0  | +10 | 2   | Q             |
| 2     | Griechenland | 2   | 1 | 1 | 3  | 7  | −4  | 1   | Q             |
| 3     | Moldau       | 2   | 0 | 2 | 2  | 8  | −6  | 0   |               |

Quelle

### Endrunde
|  | Halbfinale | Halbfinale   | Halbfinale |  |  | Finale | Finale    | Finale |
|  |            |              |            |  |  |        |           |        |
|  |            |              |            |  |  |        |           |        |
|  |            | Bulgarien    | 3          |  |  |        |           |        |
|  |            | Griechenland | 0          |  |  |        |           |        |
|  |            |              |            |  |  |        | Bulgarien | 3      |
|  |            |              |            |  |  |        | Türkei    | 0      |
|  |            | Serbien      | 0          |  |  |        |           |        |
|  |            | Türkei       | 3          |  |  |        |           |        |
|  |            |              |            |  |  |        |           |        |